# Петру-Рареш (комуна)
Петру-Рареш (рум. Petru Rareș) — комуна у повіті Бистриця-Несеуд в Румунії. До складу комуни входять такі села (дані про населення за 2002 рік):
- Баца (846 осіб)
- Ретяг (2790 осіб) — адміністративний центр комуни

Комуна розташована на відстані 346 км на північний захід від Бухареста, 37 км на захід від Бистриці, 56 км на північний схід від Клуж-Напоки.

## Населення
За даними перепису населення 2002 року у комуні проживали 4989 осіб.
Національний склад населення комуни:
| Національність | Кількість осіб | Відсоток |
| -------------- | -------------- | -------- |
| румуни         | 3075           | 61,6%    |
| цигани         | 1126           | 22,6%    |
| угорці         | 784            | 15,7%    |
| німці          | 2              | < 0,1%   |
| турки          | 1              | < 0,1%   |
| серби          | 1              | < 0,1%   |

Рідною мовою назвали:
| Мова      | Кількість осіб | Відсоток |
| --------- | -------------- | -------- |
| румунська | 3483           | 69,8%    |
| угорська  | 773            | 15,5%    |
| циганська | 730            | 14,6%    |
| німецька  | 2              | < 0,1%   |
| турецька  | 1              | < 0,1%   |

Склад населення комуни за віросповіданням:
| Релігія                                       | Кількість осіб | Відсоток |
| --------------------------------------------- | -------------- | -------- |
| православні                                   | 3904           | 78,3%    |
| реформати                                     | 745            | 14,9%    |
| п'ятдесятники                                 | 133            | 2,7%     |
| греко-католики                                | 108            | 2,2%     |
| римо-католики                                 | 54             | 1,1%     |
| баптисти                                      | 36             | 0,7%     |
| мусульмани                                    | 1              | < 0,1%   |
| лютерани (Синодально-пресвітеріанська церква) | 1              | < 0,1%   |